# Yang Xiaodu
Yang Xiaodu (chinesisch 杨晓渡, Pinyin Yáng Xiǎodù; * Oktober 1953 in Shanghai) ist ein chinesischer Politiker und seit Oktober 2017 Mitglied des 19. Politbüros der Kommunistischen Partei Chinas und seit März 2018 Direktor der Nationalen Aufsichtskommission, die im Rahmen der Reform der Staatsorganisation im März 2018 neu gegründet wurde und als Anti-Korruptions-Behörde fungiert.

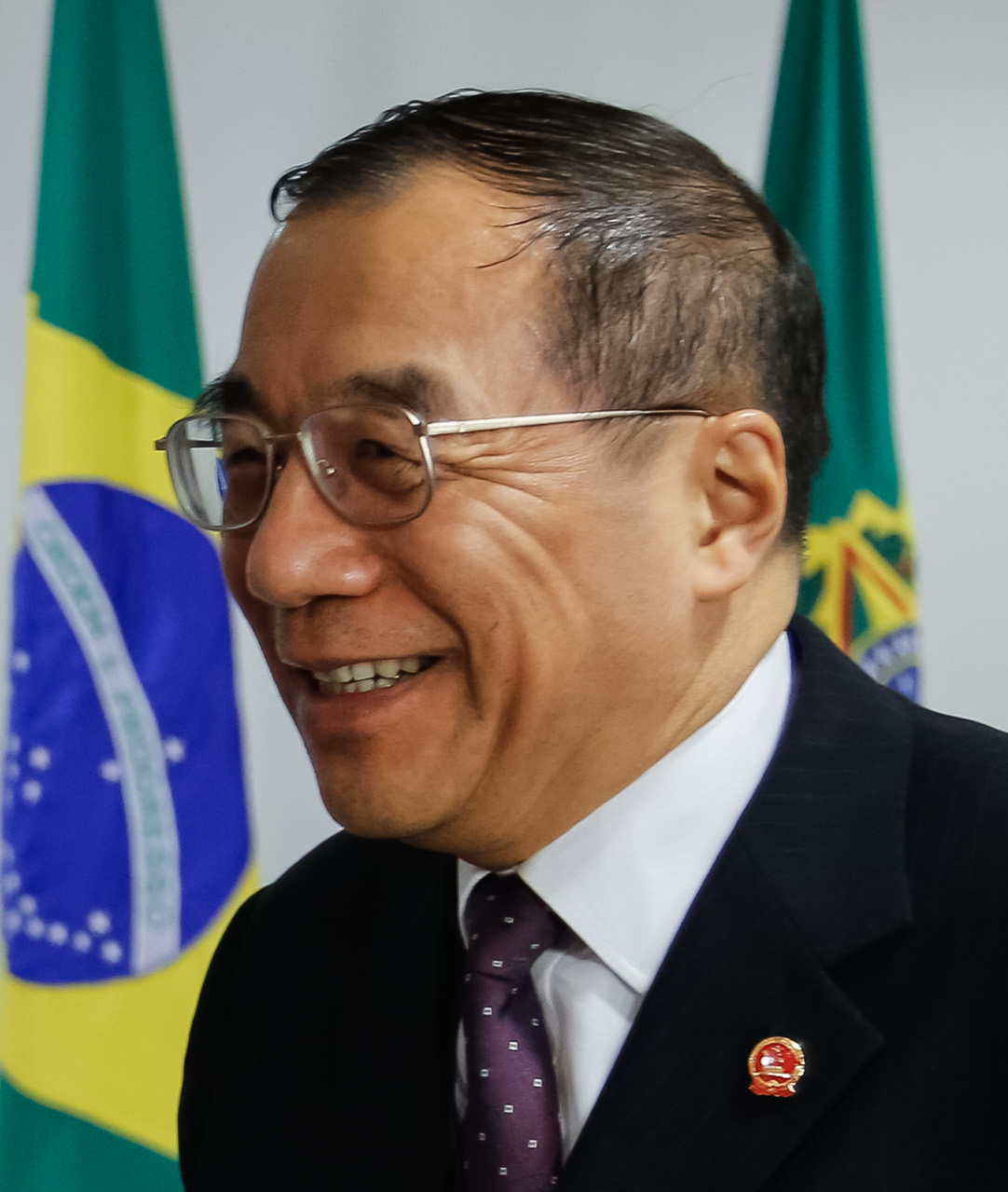
Yang Xiaodu

## Werdegang
Yang wurde im Oktober 1953 in der Stadt Shanghai geboren. Während der Kulturrevolution wurde er auf das Land verschickt und lebte im Gemeindekreis Taihe (Fuyang) in der Provinz Anhui. Im Jahr 1973 trat er in die Kommunistische Partei Chinas ein. Von 1974 bis 1976 studierte er an der Shanghaier Universität für traditionelle Medizin. Seine berufliche Laufbahn begann er anschließend bei einem Pharmazieunternehmen in der Stadt Nagqu in Tibet. Im September 1986 wurde Yang zum stellvertretenden Kommissar von Nagqu und im Dezember 1992 zum stellvertretenden Parteisekretär der Stadt Qamdo ebenfalls in Tibet ernannt. Im Jahr 1995 übernahm er den Posten als Leiter der Finanzabteilung der Provinz Tibet. Im Jahr 2001 kehrte er in seine Heimatstadt Shanghai zurück und wurde Vizebürgermeister. In der Partei stieg er im Oktober 2006 zum Mitglieder des Parteikomitees der Stadt Shanghai auf. Im Mai 2012 wurde er Direktor des Ministeriums für Disziplinaraufsicht der Stadt Shanghai.
Am 25. Dezember 2016 wurde Yang zum Minister des Ministeriums für Disziplinaraufsicht ernannt. Am 18. März 2018 wurde Yang zum Direktor der Nationalen Aufsichtskommission gewählt. Diese Kommission wurde auf dem 13. Nationalen Volkskongress im Rahmen der Reform der Staatsorganisation neu gegründet. Die Kommission stellt eine Fusionierung verschiedener Korruptionsbehörden auf nationaler Ebene dar und ist mit die höchste interne Kontrollinstitution der Kommunistischen Partei Chinas. Allerdings bleibt die Zentralen Disziplinarkommission der KPCh weiter bestehen und ist höher einzustufen als die neu gegründete Nationale Aufsichtskommission. Yang ist Mitglied des 19. Politbüros der Kommunistischen Partei Chinas und Vizedirektor der Zentralen Disziplinarkommission der Kommunistischen Partei Chinas, damit ist er eine zentrale Figur bei der Anti-Korruptionskampagne von Xi Jinping. Yang gilt als Verbündeter von Präsident Xi Jinping.